# National LGBT Cancer Network
 (décembre 2016).
Si vous disposez d'ouvrages ou d'articles de référence ou si vous connaissez des sites web de qualité traitant du thème abordé ici, merci de compléter l'article en donnant les références utiles à sa vérifiabilité et en les liant à la section « Notes et références ».
En pratique : Quelles sources sont attendues ? Comment ajouter mes sources ?
LGBT National Cancer Network (anciennement appelée « LGBT Cancer Project ») est une association à but non lucratif lancée en septembre 2007, et  fondée par Liz Margolies. C'est l'un des premiers programmes aux États-Unis, répondant aux besoins des personnes lesbiennes, gays, bisexuels et transgenres (LGBT) ayant un cancer, ainsi qu'aux personnes à risque, et le seul qui soit fondé et dirigé par des membres de la communauté LGBT.

## Constitution
Aux États-Unis, il existe un certain nombre d'informations pour les personnes lesbiennes, et une association nationale de santé des lesbiennes, le Mautner Projet. Le National LGBT Cancer Network comprend un programme de dépistage du cancer intitulé «Take Care of That Body » (Prendre soin de ce corps), des informations sur les risques de cancer, des expériences de survie du cancer, au sein de la communauté LGBT, et des liens vers des ressources pour les personnes LGBT, et les professionnels de la santé.
Objectifs :
1. Éduquer les personnes LGBT au sujet de leurs risques de cancer et de l'importance du dépistage précoce
2. Former les professionnels de santé pour acquérir des connaissances plus « safe » (sécures, sûres) et accueillantes pour les patients LGBT
3. Défendre l'inclusion des LGBT dans les associations nationales de cancer, dans la recherche et les médias.

## Travaux récents avec la NYC Health and Hospitals Corporation
En 2010, le National LGBT Cancer Network a été choisi pour développer un programme de soin en direction de l'hôpital municipal, devenu obligatoire pour tous les 38 000 employés.

## Cancer dans la communauté LGBT
Les personnes lesbiennes, gays et transgenres (hommes et femmes) sont considérées comme plus à risque de développer plusieurs types de cancer, notamment en raison de comportements tels que le tabagisme, la consommation importante d'alcool, l'alimentation riche en graisse, les relations sexuelles anales et la séropositivité,. L'augmentation des risques est associée à une diminution du dépistage, ce qui engendre des cancers détectés à un stade avancé, lorsqu'il est plus difficile de le traiter. La diminution du dépistage est liée à la baisse de perception de l'homophobie dans les soins de santé,.